# 東北学院総合運動場 ベガルタ仙台フィールド
東北学院総合運動場 ベガルタ仙台フィールド（とうほくがくいんそうごううんどうじょう ベガルタせんだいフィールド）は、宮城県仙台市泉区の東北学院大学泉キャンパス内にあるサッカー専用グラウンド。通称は「TG ベガルタ仙台フィールド」。Jリーグ・ベガルタ仙台のトップチームが練習場として使用している。
当項目では、隣接する人工芝グラウンド、ベガルタ仙台クラブハウスについても記載する。

## 概要
2023年8月に学校法人東北学院と株式会社ベガルタ仙台が締結した包括連携協定に基づき、東北学院大学泉キャンパスのラグビー場跡地にベガルタが整備した天然芝グラウンドである。2024年8月に竣工し、2025年3月からベガルタのトップチームが使用している。
また、本グラウンド南側のサッカー場跡地には人工芝多目的グラウンドが整備され、2024年4月に竣工し運用が開始された。ベガルタが適宜借用するほか、東北学院大学や系列校の学生が部活動・課外活動で使用する。
本グラウンド北側のベガルタ仙台クラブハウスは、大学生協などの厚生施設だったコミュニティセンターの一部フロアを改修し整備された。選手のトレーニングルームやロッカールーム、交流スペースが設けられ、ファンや地域住民との交流の場として機能している。
なお、2025年時点で泉キャンパスは体育館・総合運動場を中心に運動部の活動などで利用されており、学部・研究科は置かれていない。2025年4月には系列校の東北学院榴ケ岡高等学校がキャンパス内に移転した。

## 沿革
2014年以降、ベガルタ仙台トップチームは以下の2か所の天然芝グラウンドで練習を実施していた。
- 泉サッカー場（冬芝、仙台市所有）
- ベガルタ仙台紫山サッカー場（アイリストレーニングフィールド）（冬芝、ベガルタ仙台所有）

同一のグラウンドで練習を続けると芝が荒れるため、複数の練習拠点を確保することが重要であったが、市所有の泉サッカー場は小中高生の利用もありスケジュール調整が難しく、グラウンドが不足していた。また、関東以南のアウェイスタジアムは夏芝のピッチが大半を占めるため、高品質の夏芝・冬芝両方で練習できることが望ましい状況であった。しかしながら、グラウンドの整備には広大な用地が必要であり、既存の練習拠点からの移動距離も課題であったため、近接した場所での整備が求められていた。
一方、東北学院大学は2023年4月に五橋キャンパスを開設した。これにより五橋・土樋の2キャンパス体制に移行し、仙台市中心部に大学機能を集約した（アーバンキャンパス計画）。泉キャンパスには教養学部などの学生約5,000人が所属していたが、2023年度からは体育館・総合運動場を中心に利用されることとなり、遊休施設の再活用や施設再編の動向に注目が集まっていた。
上述のキャンパス移転に東北学院大学OBのベガルタ仙台職員が目を付け、ベガルタと同大学との間で泉キャンパスの利活用に関する交渉が開始された。両者は学術・プロスポーツの分野で協力して地域活性化に貢献することを目的とした包括連携協定を2015年7月に締結しており、これを発展させる形で2023年8月にベガルタ仙台と学校法人東北学院が包括連携協定を再度締結した。教育・研究や地域貢献活動で連携・協力するほか、泉キャンパスの敷地を東北学院が提供し、ベガルタの費用負担で共用の練習場・クラブハウスを整備する方針が決定された。
なお、Jリーグクラブが大学構内に練習施設を整備し常駐するのは、全国的にも珍しい取り組みである。他の事例としては、2010年より山梨大学医学部グラウンドを練習場としているヴァンフォーレ甲府のケースがあるが、甲府がクラブハウスを置き常駐しているのは韮崎中央公園芝生広場である。
2024年2月1日、泉キャンパスサッカー場跡地で人工芝グラウンドの工事が始まり、同年4月18日に竣工、4月25日にオープニングセレモニーが開催された。使用された人工芝は、ベガルタのプラチナパートナー（ユニフォーム）のアイリスオーヤマ製である。運用開始後は主に東北学院大学や東北学院榴ケ岡高校の運動部が練習場として使用している。
2024年6月15日、泉キャンパスラグビー場跡地にて、夏芝の天然芝グラウンドの整備を目的にしたポット苗植えイベントが開催され、サポーター約200人がクラブスタッフらと共に芝の苗植えを行った。グラウンド整備にあたり、日本サッカー協会（JFA）グリーンプロジェクト「ポット苗式・芝生化モデル事業」と連携し、JFAから苗の無償提供を受けた。なお、同事業の実施は宮城県内で8施設目である。同年8月末で芝の初期養生管理が終了し、翌2025年3月12日に「TG ベガルタ仙台フィールド」のオープニングセレモニーおよびベガルタトップチームの初練習が行われた。新クラブハウスの利用も同日に開始され、竣工から22年間が経過し老朽化が進んでいた旧クラブハウスから拠点機能を移転した。新クラブハウスは旧クラブハウスの約2.5倍の面積となり、トレーニングルームが広くなったことで筋トレ器具の台数が増加したほか、選手ロッカールームは黒を基調としてチームカラーのゴールドのラインがあしらわれている。
新練習場の運用開始以降、ベガルタトップチームの練習はTG ベガルタ仙台フィールドおよびアイリストレーニングフィールドで行われている。公式戦開催日やオフの日など、トップチームが不在の日に東北学院の運動部がTG ベガルタ仙台フィールドを利用する場合もある。クラブハウスの外装工事や各諸室の整備は引き続き行われており、2025年4月30日には建物2階に「サポーター交流スペース」がオープンした。今後、イベントや展示企画など様々な形で活用される予定である。
2025年4月6日、ベガルタ仙台と東北学院大学体育会サッカー部の練習試合（45分×2）がTG ベガルタ仙台フィールドで行われ、ベガルタが4-0で勝利した。なお、同サッカー部の佐々木勇人ヘッドコーチは、上述の包括連携協定に基づいた連携強化策の一環で、同年4月1日付けでベガルタ仙台アカデミーから派遣された。

## 施設

### 所在地
宮城県仙台市泉区天神沢2-1-1　東北学院大学泉キャンパス内

### TGベガルタ仙台フィールド
- 芝：夏芝品種「ティフトン419」ポット苗、約38,900株[2]
- 面積：9,360m2（117m × 80m）
- 設計施工：コウフ・フィールド株式会社[1][2]
- 天然芝育成管理：株式会社オフィスショウ[22]
- 主に使用するチーム：ベガルタ仙台 トップチーム[23]

### 人工芝グラウンド
- 芝：アイリスオーヤマ製 ロングパイル人工芝[13]
- 面積：9,176m2
- 設計施工：コウフ・フィールド株式会社[1]
- 主に使用するチーム
  - 東北学院大学 体育会サッカー部[24]
  - 東北学院大学 体育会ラグビー部[25]
  - 東北学院大学 体育会アメリカンフットボール部[26]
  - 東北学院榴ケ岡高校 サッカー部[27]

### ベガルタ仙台クラブハウス
コミュニティセンター1階の旧大学生協店舗・事務室、2階の旧学生食堂・喫茶を改修し整備された。 
- 構造：鉄筋コンクリート造陸屋根3階建
- 面積：約2,000m2
- 施行：株式会社鈴木工務店[1]
- 施設[29]
  - ロッカールーム
  - メディカルスペース
  - ミーティングルーム
  - スタッフ用オフィスルーム
  - 食堂
  - トレーニングルーム
  - 浴場
  - 仮眠室
  - テラス
  - サポーター交流スペース
    - 歴代ユニフォームや過去の刊行物、旧クラブハウスの備品などを展示している[19]。

### その他
- 株式会社GATHER：グラウンド、クラブハウス、建設全般のプロジェクトマネージメントを担当[1]。

## アクセス

### 自家用車
練習見学者は泉キャンパス敷地内の駐車場を利用できる。

### 路線バス
宮城交通「泉中央駅」4番のりばから「東北学院大学泉キャンパス正門前」行きバスで約10分。
- 東北学院大学線
- 永和台松森団地線

### 徒歩
仙台市地下鉄南北線「泉中央駅」から徒歩約30分。

## 周辺
- ローソン 仙台山の寺一丁目店
- 仙台白百合女子大学
- 宮城県道56号 仙台三本木線
- 国道4号 仙台バイパス